# Leptodontopera rufitinctaria
Leptodontopera rufitinctaria är en fjärilsart som beskrevs av George Francis Hampson 1902. Leptodontopera rufitinctaria ingår i släktet Leptodontopera och familjen mätare. Inga underarter finns listade i Catalogue of Life.